# Projekt Z
Projekt Z (Nakajima Z) – niezrealizowany projekt własny wytwórni lotniczej Nakajima japońskiego bombowca strategicznego, przeznaczonego do lotów międzykontynentalnych, zdolnego do zaatakowania kontynentalnej części Stanów Zjednoczonych i powrotu nad terytorium kontrolowane przez Japonię. Samolot projektu Z miał być jedną z największych maszyn, jakie w przypadku realizacji posiadałoby japońskie lotnictwo.

## Historia
Pomysł na opracowanie superbombowca strategicznego o międzykontynentalnym zasięgu zrodził się w wytwórni Nakajima na początku 1943 roku. W owym czasie wydział techniczny Cesarskiej Marynarki Wojennej sformułował wymagania techniczne określane kryptonimem 18 Shi, które powinien spełniać nowy, czterosilnikowy bombowiec strategiczny. 
Z racji doświadczenia, jakie zdobyła firma Nakajima przy budowie nieudanego bombowca Nakajima G5N, projekt przekazano właśnie jej. Efektem prac inżynierów zaangażowanych w budowę maszyny spełniającej wymagania określone w 18 Shi był samolot Nakajima G8N. Zarząd wytwórni postanowił pójść za ciosem i w kwietniu 1943 r. przedłożono projekt opracowania superbombowca, który operując z wysuniętych baz, mógł osiągnąć kontynentalne terytorium Stanów Zjednoczonych, zbombardować je, a następnie bezpiecznie powrócić. 
Przewidywany zasięg nowego samolotu, oznaczonego wstępnie kryptonimem "Projekt Z", wynosił 18000 km. Nadzór nad pracami objął osobiście naczelny dyrektor wytwórni, inżynier Chikuhei Nakajima. Prace posuwały się szybko i w połowie 1943 r. gotowy był wstępny projekt samolotu, który zaprezentowano lotnictwu marynarki wojennej oraz armii lądowej. Wstępne zainteresowanie wyraziły obydwie formacje. 
Po zapoznaniu się z koncepcją Nakajimy, na początku 1944 r. wydziały techniczne marynarki i armii lądowej opracowały własne wymagania, jakie powinien spełniać "Projekt Z". Warunki techniczne, sformułowane w specyfikacji 19 Shi zakładały, że nowy sześciosilnikowy samolot powinien dysponować zasięgiem 20000 km, zdolnością przenoszenia 5000 kg bomb i być napędzanym przez silniki w układzie poczwórnej gwiazdy o mocy co najmniej 5000 KM. 
Poza Nakajimą wymagania 19 Shi marynarka przekazała zakładom Kawanishi, a armia lądowa – Kawasaki. Wyśrubowane wymagania, jakie stawiała nowa konstrukcja, zaangażowanie wytwórni w realizowane na bieżąco projekty, brak odpowiedniej jednostki napędowej, coraz większe braki materiałowe i nieustające amerykańskie bombardowania, spowodowały bardzo powolny postęp prac. Marynarka zrezygnowała ze swojego udziału w "Projekcie Z" na korzyść zdecydowanie bardziej realnego i konstruowanego również przez Nakajimę samolotu Nakajima G10N Fugaku. Podobnie uczyniła armia lądowa, która swoje zainteresowanie przeniosła na Kawasaki Ki-91. W rezultacie w lipcu 1944 r. przerwano dalsze prace nad samolotem.

## Konstrukcja
Projekt Z miał być sześciosilnikowym, wolnonośnym średniopłatem o całkowicie metalowej konstrukcji. Półskorupowy kadłub mieszczący hermetyzowane kabiny dla dziesięciu członków załogi oraz zbiorniki paliwa. Skrzydła o trapezowym obrysie, dużym wydłużeniu i bardzo dużej zbieżności. Usterzenie wolnonośne z podwójnymi statecznikami pionowymi. Do napędu planowano wykorzystać sześć, wyposażonych w turbosprężarkę, 36-cylindrowych silników gwiazdowych Nakajima Ha-54-01 (Ha-505) w układzie poczwórnej gwiazdy. Podczas prac projektowych nad samolotem silnik Ha-505 jeszcze nie istniał, ale Nakajima planowała połączyć w jeden zespół dwa silniki Ha-44 (Ha-219) o mocy 2200 KM każdy.  

## Uzbrojenie
Obronne uzbrojenie strzeleckie miało składać się z dziewięciu działek kalibru 20 mm rozmieszczonych pojedynczo w dwóch grzbietowych i jednej podkadłubowej wieżyczce strzeleckiej. W kadłubie planowano umieścić kolejne cztery boczne działka oraz jedno w dziobie maszyny i jedno na stanowisku ogonowym. Maszyna miała być zdolna do przenoszenia 5000 kg bomb w lotach międzykontynentalnych. Podczas lotu na krótszych dystansach zakładano możliwość przenoszenia nawet 20000 kg bomb.